# Hanni Wenzel
Johanna «Hanni» Wenzel, verheiratete Johanna Weirather (* 14. Dezember 1956 in Straubing), ist eine ehemalige liechtensteinische Skirennläuferin. Sie ist die bislang einzige Olympiasiegerin ihres Landes.

## Biografie
Hanni Wenzel wurde in Bayern geboren und zog mit ihren Eltern im Alter von einem Jahr ins Fürstentum Liechtenstein. Nachdem ihr schon 1972/73 in der Riesenslalom-Disziplinenwertung Rang 3 (hinter Monika Kaserer und der damals noch unverheirateten Annemarie Pröll) gelungen war, kam ihr erster Weltcuperfolg in ebendieser Disziplin (20. Dezember 1973 in Zell am See, sie trug die Startnummer 4) nicht sehr überraschend. Nicht ganz sieben Wochen später wurde sie, noch 17 Jahre jung (exakt 17 Jahre, 1 Monat, 25 Tage), am 8. Februar in St. Moritz erstmals Weltmeisterin, allerdings im Slalom (zudem gewann sie in der Kombination die Silbermedaille) – sie ist damit bis dato (Januar 2018) die jüngste Slalomweltmeisterin und löste Esmé MacKinnon, die 1931 überhaupt erste Alpin-Weltmeisterin der Geschichte geworden und damals 17 Jahre, 2 Monate und 18 Tage (im Slalom noch einen Tag weniger) alt war, in Sachen jüngste Slalomweltmeisterin ab.
Es folgten Erfolge bei den Olympischen Spielen (1976 Slalom-Bronze; 1980 zweimal Gold, einmal Silber und überdies die nur für die Weltmeisterschaften zählende Kombinations-Goldmedaille) und weitere im Skiweltcup inklusive zweier Gesamt-Weltcupsiege und fünf «kleine Kugeln». Den Gesamtsieg 1978/79 gegenüber Moser-Pröll verlor sie erst im tatsächlich letzten Rennen, dem Riesenslalom in Furano. Bei einem Sturz am 18. Dezember 1981 in der Abfahrt von Saalbach-Hinterglemm zog sie sich eine Verletzung zu, wegen der sie die Alpinen Skiweltmeisterschaften 1982 versäumte. Obwohl sie sowohl in der Abfahrt als auch im Riesenslalom zur Weltspitze zählte, gelang ihr im 1982/83 eingeführten Super-G kein Sieg. Ein zweiter Platz am 9. Januar 1983 in Verbier, wo der überhaupt erste Damen-Super-G im Weltcup ausgetragen wurde, war ihre einzige Podiumsplatzierung; dazu kamen ein fünfter und zweimal ein siebter Platz.
An den Olympischen Winterspielen 1984 in Sarajewo durfte sie nicht teilnehmen, da sie eine Profilizenz besass. Die FIS empfahl eine Nichtteilnahme. Im gleichen Jahr beendete Hanni Wenzel ihre sportliche Karriere. Am 24. Mai 1986 heiratete sie in Wängle bei Reutte den österreichischen Skirennläufer Harti Weirather (* 1958).
Gemeinsam betreiben sie in Ruggell die 1987 gegründete Sportmarketingagentur WWP (Weirather, Wenzel & Partner). Ihre Tochter Tina Weirather war ebenfalls Skirennläuferin und startete für Liechtenstein. Auch ihre jüngeren Geschwister Andreas Wenzel (* 1958) und Petra Wenzel (* 1961) waren als Skirennläufer erfolgreich.
Wenzel wurde zwischen 1971 und 1984 neunmal zur Liechtensteiner Sportlerin des Jahres gewählt. 1980 erhielt sie von der Internationalen Vereinigung der Ski-Journalisten (AIJS) die Auszeichnung Skieur d’Or. Von 1994 bis 1998 präsidierte sie den Liechtensteinischen Skiverband. 2004 wurde ihr für ihre sportlichen Leistungen das Goldene Lorbeerblatt der Fürstlichen Regierung verliehen.

## Erfolge

### Olympische Spiele
- Innsbruck 1976: Slalom 3. (Bronze), Abfahrt 11.
- Lake Placid 1980: Riesenslalom 1. (Gold), Slalom 1. (Gold), Abfahrt 2. (Silber)

### Weltmeisterschaften
- St. Moritz 1974: 1. Slalom, 2. Kombination, 7. Riesenslalom, 13. Abfahrt
- Innsbruck 1976: 3. Kombination
- Garmisch-Partenkirchen 1978: 2. Kombination, 5. Riesenslalom, 6. Slalom
- Lake Placid 1980: 1. Kombination

### Weltcupwertungen
Hanni Wenzel gewann in den Saisons 1977/78 und 1979/80 den Gesamtweltcup. Hinzu kommen fünf Siege in Disziplinenwertungen (je zweimal Riesenslalom und Kombination, einmal Slalom).
| Saison  | Gesamt | Gesamt | Abfahrt | Abfahrt | Riesenslalom | Riesenslalom | Slalom | Slalom | Kombination | Kombination |
| Saison  | Platz  | Punkte | Platz   | Punkte  | Platz        | Punkte       | Platz  | Punkte | Platz       | Punkte      |
| ------- | ------ | ------ | ------- | ------- | ------------ | ------------ | ------ | ------ | ----------- | ----------- |
| 1971/72 | 40.    | 1      | –       | –       | 27.          | 1            | –      | –      | –           | –           |
| 1972/73 | 5.     | 112    | 18.     | 6       | 3.           | 53           | 6.     | 49     | –           | –           |
| 1973/74 | 3.     | 144    | 16.     | 2       | 1.           | 71           | 4.     | 49     | –           | –           |
| 1974/75 | 2.     | 199    | 12.     | 17      | 5.           | 42           | 2.     | 91     | –           | –           |
| 1975/76 | 9.     | 83     | 16.     | 16      | 13.          | 15           | 9.     | 34     | 6.          | 19          |
| 1976/77 | 5.     | 150    | 11.     | 18      | 8.           | 31           | 5.     | 57     | –           | –           |
| 1977/78 | 1.     | 154    | 15.     | 4       | 2.           | 106          | 1.     | 110    | –           | –           |
| 1978/79 | 2.     | 240    | 10.     | 41      | 2.           | 112          | 5.     | 81     | –           | –           |
| 1979/80 | 1.     | 311    | 3.      | 66      | 1.           | 125          | 2.     | 100    | 1.          | 90          |
| 1980/81 | 3.     | 241    | 9.      | 42      | 3.           | 78           | 6.     | 59     | 2.          | 62          |
| 1981/82 | 19.    | 72     | –       | –       | 14.          | 27           | 9.     | 45     | –           | –           |
| 1982/83 | 2.     | 193    | –       | –       | 5.           | 77           | 4.     | 82     | 1.          | 52          |
| 1983/84 | 2.     | 238    | 3.      | 77      | 5.           | 69           | 7.     | 65     | 4.          | 69          |

### Weltcupsiege
Insgesamt hat Hanni Wenzel 33 Weltcuprennen gewonnen (2 Abfahrten, 12 Riesenslaloms, 11 Slaloms, 8 Kombinationen). Darüber hinaus wurde sie 25-mal Zweite und 31-mal Dritte. Mit 189 Top-10-Platzierungen im Weltcup ist sie in dieser Wertung bei den Frauen Dritte hinter Lindsey Vonn (214) und Renate Götschl (198).
| Datum             | Ort              | Land        |
| ----------------- | ---------------- | ----------- |
| 21. Februar 1975  | Naeba Ski Resort | Japan       |
| 14. März 1975     | Sun Valley       | USA         |
| 22. Januar 1978   | Maribor          | Jugoslawien |
| 24. Januar 1978   | Berchtesgaden    | Deutschland |
| 25. Januar 1978   | Berchtesgaden    | Deutschland |
| 3. Februar 1979   | Pfronten         | Deutschland |
| 8. Februar 1979   | Maribor          | Jugoslawien |
| 21. Januar 1980   | Bad Gastein      | Österreich  |
| 23. Januar 1980   | Maribor          | Jugoslawien |
| 12. Dezember 1981 | Piancavallo      | Italien     |
| 20. März 1984     | Zwiesel          | Deutschland |

| Datum             | Ort             | Land        |
| ----------------- | --------------- | ----------- |
| 19. Januar 1977   | Schruns         | Österreich  |
| 4. Februar 1979   | Pfronten        | Deutschland |
| 14. Dezember 1979 | Limone Piemonte | Italien     |
| 21. Januar 1980   | Bad Gastein     | Österreich  |
| 27. Januar 1981   | Les Gets        | Frankreich  |
| 8. Februar 1981   | Zwiesel         | Deutschland |
| 30. Januar 1983   | Les Diablerets  | Schweiz     |
| 14. Januar 1984   | Bad Gastein     | Österreich  |

| Datum             | Ort                  | Land        |
| ----------------- | -------------------- | ----------- |
| 20. Dezember 1973 | Zell am See          | Österreich  |
| 15. Dezember 1977 | Madonna di Campiglio | Italien     |
| 10. Januar 1978   | Les Mosses           | Schweiz     |
| 2. März 1978      | Stratton Mountain    | USA         |
| 12. Dezember 1978 | Piancavallo          | Italien     |
| 8. Dezember 1979  | Limone Piemonte      | Italien     |
| 10. Januar 1980   | Berchtesgaden        | Deutschland |
| 16. Januar 1980   | Arosa                | Schweiz     |
| 26. Januar 1980   | Saint-Gervais        | Frankreich  |
| 28. Februar 1980  | Waterville Valley    | USA         |
| 18. März 1983     | Furano               | Japan       |
| 22. Dezember 1983 | Haus im Ennstal      | Österreich  |

| Datum             | Ort             | Land       |
| ----------------- | --------------- | ---------- |
| 21. Dezember 1983 | Haus im Ennstal | Österreich |
| 13. Januar 1984   | Bad Gastein     | Österreich |

## Auszeichnungen
- Sportlerin des Jahres in Liechtenstein: 1971, 1973, 1975, 1976, 1978, 1979, 1980, 1983 und 1984
- Goldenes Lorbeerblatt der Regierung für besondere Verdienste um den Sport in Liechtenstein: 2004
- Skieur d’Or: 1980
- Großer Tiroler Adler-Orden: 2016
- Fürstlich Liechtensteinischer Verdienstorden (Komturkreuz): 2017[5]